# لويد هاوس
لويد هاوس (بالإنجليزية: Lloyd House)‏ هو سياسي أمريكي، ولد في 24 أكتوبر 1931 في وينسلو في الولايات المتحدة، وتوفي في 2 يناير 2015 في سوربرايز في الولايات المتحدة. انتخب عضو مجلس نواب أريزونا.